# ORFEUS

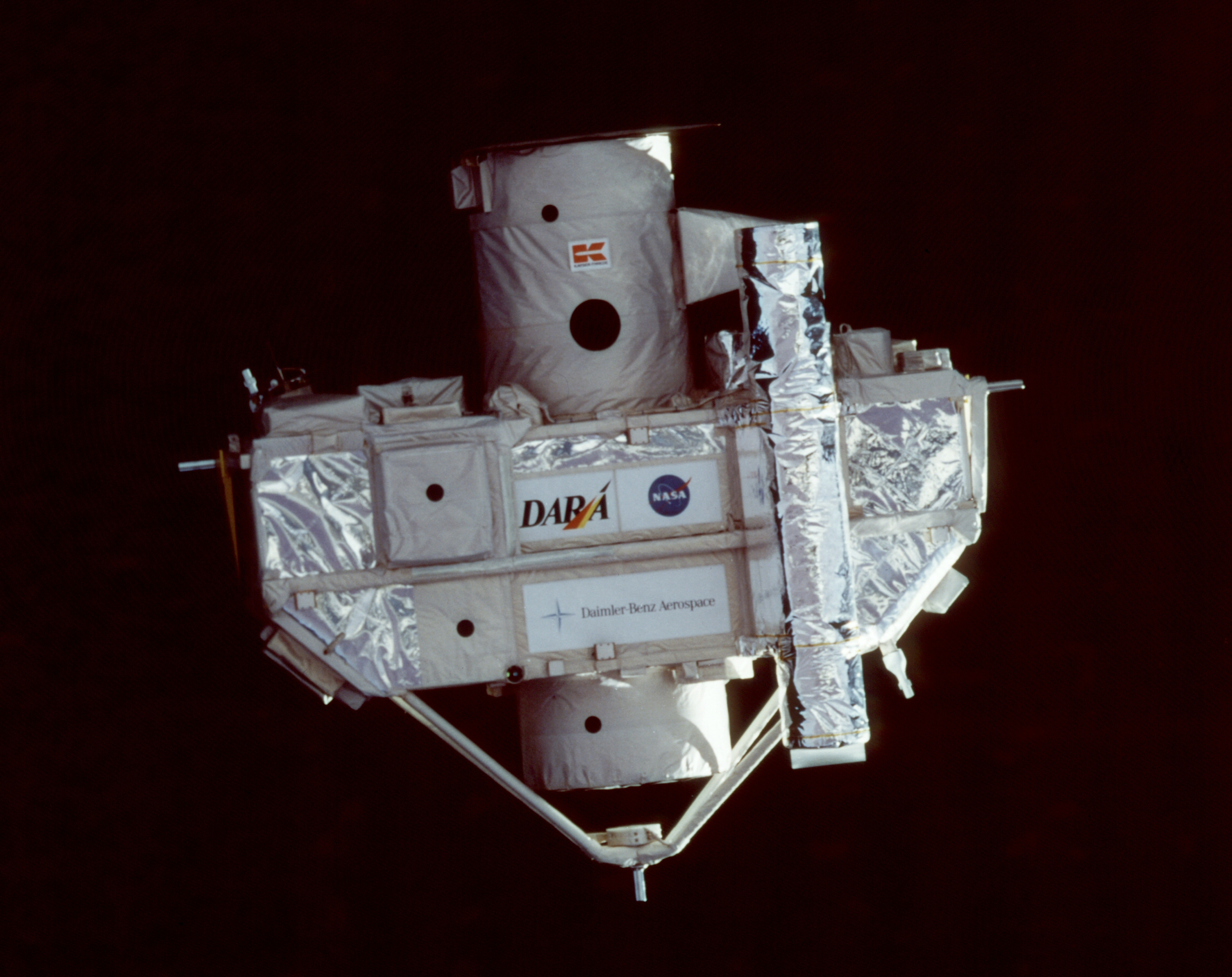
ORFEUS-SPAS-2 kurz vor dem Einfangen durch die Columbia (STS-80)

ORFEUS war ein Ultraviolettteleskop mit 1 m Spiegeldurchmesser das bei den Missionen des Space Shuttle STS-51 vom 12. bis 22. September 1993 und STS-80 vom 19. November bis 7. Dezember 1996 zum Einsatz kam. Der Name steht für Orbiting and Retrievable Far and Extreme Ultraviolet Spectrometer, oder Orbitales und Rückführbares Fern- und Extrem-Ultraviolett-Spektrometer. ORFEUS war ein gemeinsames Projekt von NASA und DARA.
ORFEUS war auf der vom Shuttle ausgesetzten und später wieder eingefangenen freifliegenden Plattform ASTRO-SPAS montiert, daher werden die beiden Missionen auch als ORFEUS-SPAS 1 und 2 bezeichnet. Das große 1-m-Teleskop konnte abwechselnd zwei Instrumente mit Licht versorgen, das unter Leitung der Eberhard Karls Universität Tübingen entwickelte Tübingen Ultraviolet Echelle Spectrometer TUES für den Wellenlängenbereich 90–140 nm (spektrale Auflösung R~10000), oder das von der University of California, Berkeley entwickelte Berkeley Extreme and Far-UV Spectrometer BEFS für 39–120 nm (R~3000). Das dritte, von der Princeton University entwickelte Instrument Interstellar Medium Absorption Profile Spectrograph IMAPS nahm mit einem separaten kleineren Teleskop  hochaufgelöste (R~75000) Spektren im Bereich 95–115 nm auf, um aus Absorptionslinien in den Spektren heißer Sterne das interstellare Medium zu untersuchen.
Während der Flüge konnten insgesamt Spektren von 62 Objekten mit TUES, von 175 Objekten mit BEFS und von 39 Objekten mit IMAPS gewonnen werden. ORFEUS untersuchte hauptsächlich heiße Sterne und war dabei etwa hundertmal empfindlicher als Copernicus (OAO-3), bzw. mit zehnmal besserer spektraler Auflösung versehen als das Hopkins Ultraviolet Telescope. Weitere Ziele waren interstellare Materie, bestimmte Doppelsterne, Planetarische Nebel, Weiße Zwerge und aktive galaktische Kerne.
ORFEUS befindet sich heute als zentrales Objekt in der Astrophysikalischen Sammlung des Museums der Universität Tübingen MUT.